# Dendrochilum vestitum
Dendrochilum vestitum är en orkidéart som beskrevs av Johannes Jacobus Smith. Dendrochilum vestitum ingår i släktet Dendrochilum och familjen orkidéer. Inga underarter finns listade i Catalogue of Life.